# Grundfähigkeitsversicherung
Als Grundfähigkeitsversicherung wird eine Risikoversicherung bezeichnet, die den Verlust von bestimmten definierten Grundfähigkeiten wie Gehen, Treppensteigen, Stehen, Sinnen wie Sehen, Sprechen, Hören oder Fertigkeiten wie Autofahren oder Fahrradfahren durch Auszahlung einer monatlichen Rente auffangen soll. Die Grundfähigkeitsversicherung ist kalkuliert wie eine Lebensversicherung. Die oft verglichene Multi-Risk- oder funktionelle Invaliditätsversicherung ist wie eine Unfallversicherung kalkuliert, weshalb sie zwar preislich günstiger ist, aber auch einfacher durch den Versicherer anpassbar oder sogar kündbar ist. Bei einer Grundfähigkeitsversicherung sind nachträgliche Anpassungen, wie bei jeder Lebensversicherung, nur unter bestimmten Voraussetzungen, z. B. nach den §§ § 163 VVG oder § 314 VAG, möglich. Sie kann in dieser Form nur als eigenständige Versicherung abgeschlossen werden.

## Allgemeines
Diese Art der Versicherung entstammt dem angelsächsischen Versicherungsmarkt und wurde erstmals im Jahr 2000 auf dem deutschen Markt angeboten. Sie kann als Alternative zur Berufsunfähigkeitsversicherung sowie zur Pflegeversicherung oder Schwere-Krankheiten-Vorsorge angesehen werden. Der Vergleich zur Berufsunfähigkeitsversicherung fällt schwer, weil die GFV keinerlei Bezug zum jeweils ausgeübten Beruf hat. Es wäre reiner Zufall, wenn der Wegfall des Einkommens mit dem Wegfall einer versicherten Grundfähigkeit übereinstimmen würde. Da aber beide Versicherungen eine Rente bezahlen und die Grundfähigkeitsversicherung in den Berufen bezahlbar ist, die sich eine BU-Versicherung nicht mehr leisten können, propagiert vor allem die Versicherungsbranche diesen unzutreffenden Vergleich. Eine Schnittmenge beider Leistungsauslöser zu konstruieren, ist aber möglich, wenn ich die Tätigkeiten meines Arbeitsalltags mit den Auslösern der GF-Versicherung vergleiche.
Der Vergleich zur Schweren-Krankheiten-Vorsorge oder Dread-Disease entspricht am ehesten der ursprünglichen Idee der Grundfähigkeitsversicherung. Allerdings ist hier nicht der Eintritt der versicherten Krankheit, sondern die Einschränkung durch die Krankheit der Auslöser. Der Vergleich zur privaten Pflegeversicherung passt auch sehr gut. Allerdings ist die Versicherungsdauer derzeit nur bis zum 67. Lebensjahr möglich. Und Pflegebedürftigkeit tritt in etwa 50 % der Fälle erst nach dem 67. ein.
Je nach Anbieter wird bei Verlust bestimmter grundlegender Fähigkeiten oder bei Pflegebedürftigkeit / Demenz eine monatliche Rente ausgezahlt. Die Frage, ob die versicherte Person im Leistungsfall noch weiterarbeiten kann oder will, spielt keine Rolle, solange die Beeinträchtigung besteht, wird die Rente gezahlt. Ursachen für den Verlust von Grundfähigkeiten können z. B. Unfälle, Kräfteverfall und Krankheiten sein. Die Grundfähigkeitsversicherung ermöglicht eine kostengünstige Absicherung der Arbeitskraft. Ob die Beiträge als Vorsorgeaufwendungen steuerlich absetzbar sind, ist nicht abschließend geklärt. Am Markt herrschen hierzu unterschiedliche Rechtsauffassungen.

## Versicherte Risiken
Als Grundfähigkeiten gelten sensorische (z. B. sehen, hören), motorische (z. B. gehen, knien, heben und tragen), feinmotorische (z. B. Schreiben, Tastaturen benutzen) und intellektuelle Fähigkeiten des Alltags. Die ersten Produkte am Markt unterschieden in 2 Fähigkeitenkataloge:

### Fähigkeitenkatalog 1 mit beispielhaften Formulierungen
| Sehen            | Die versicherte Person kann auf beiden Augen nicht sehen. Die verbliebene Sehfähigkeit je Auge darf nicht höher als z. B. 1/25 der normalen Sehfähigkeit liegen. |
| Sprechen         | Die versicherte Person kann nicht sprechen. Das heißt, sie ist nicht fähig, irgendein verständliches Wort auszusprechen.                                         |
| Sich orientieren | Die versicherte Person ist nicht fähig, sich zeitlich, örtlich und zur eigenen Person zu orientieren.                                                            |
| Hände gebrauchen | Die versicherte Person ist weder mit der linken noch mit der rechten Hand fähig, einen Schreibstift zu benutzen und eine Tastatur zu bedienen.                   |

### Fähigkeitenkatalog 2 mit beispielhaften Formulierungen
| Hören             | Die versicherte Person kann nicht hören. Das heißt, sie ist nicht fähig, irgendein Geräusch wahrzunehmen. |
| Gehen             | Die versicherte Person kann keine 200 Meter über einen ebenen Boden gehend zurücklegen, ohne anzuhalten, um sich abstützen oder setzen zu müssen. |
| Treppen steigen   | Die versicherte Person kann keine Treppe hinauf- oder hinabgehen, ohne eine Pause zu machen oder sich an dem Treppengeländer festzuhalten. |
| Knien oder Bücken | Die versicherte Person ist nicht fähig, sich niederzuknien oder so weit zu bücken, um einen leichten Gegenstand vom Boden aufzuheben und sich dann wieder aufzurichten. |
| Sitzen            | Die versicherte Person ist nicht fähig, zwanzig Minuten lang auf einem Stuhl ohne Armlehnen zu sitzen. |
| Stehen            | Die versicherte Person ist nicht fähig, zehn Minuten lang zu stehen, ohne sich abzustützen. |
| Greifen           | Die versicherte Person ist weder mit der rechten noch mit der linken Hand fähig, eine Flasche mit Schraubverschluss zu öffnen. |
| Arme bewegen      | Die versicherte Person kann nicht ohne Hilfestellung eine Jacke anziehen. Auf die Fähigkeit, eine Jacke öffnen oder schließen zu können, kommt es nicht an. |
| Heben und Tragen  | Die versicherte Person ist weder mit dem rechten noch mit dem linken Arm fähig, einen Gegenstand von zwei Kilogramm von einem Tisch zu heben und fünf Meter weit zu tragen. |
| Auto fahren       | Die versicherte Person ist volljährig und aus medizinischen Gründen ist die Erteilung der Fahrerlaubnis für PKW nicht möglich; sofern ein Führerschein auf sie ausgestellt war, muss dieser nachweislich aus medizinischen Gründen zurückgegeben oder ihr entzogen worden sein. |

Mittlerweile ist am deutschen Versicherungsmarkt ein Fähigkeitenkatalog Marktstandard. Die Anzahl der versicherten Grundfähigkeiten, aber auch deren Definition unterscheidet sich teilweise stark abhängig vom gewählten Versicherungsprodukt. Neben sensorischen, motorischen, feinmotorischen und intellektuellen Fähigkeiten werden mittlerweile auch "abgeleitete" Grundfähigkeiten wie z. B. die Nutzung des öffentlichen Personennahverkehrs, LKW fahren oder Fahrrad fahren versichert. Auch wird bei Demenz oder bestimmten Krankheiten (z. B. Depression) eine Rente gezahlt.
Die Anzahl der einzelnen Grundfähigkeiten ist nicht ausschlaggebend für die Qualität. Denn manche Versicherer haben den Auslöser "Knien und Bücken", während andere die beiden Auslöser "Knien" und "Bücken" haben. Inhaltlich sind die Auslöser gleich, aber der eine Versicherer hat doppelt so viele Auslöser.
Ebenso ist zu beachten, dass manche Auslöser andere überflüssig machen. So wird beispielsweise aus dem Sinn "Sehen" geleistet, wenn ich nur noch ein Restsehvermögen von weniger als 5 % habe. Aus der Fertigkeit "Autofahren" erhalte ich schon meine Rente, wenn ich meinen Führerschein verliere oder nicht machen kann. Das ist schon bei einem eingeschränkten Sehvermögen von 50 % der Fall. Sehen ist dann also überflüssig.
Viele zusätzliche Auslöser, wie z. B. die Nutzung des öffentlichen Nahverkehrs, Bildschirmtätigkeit oder Smartphone-Nutzung, dienen nur der Veranschaulichung, aber haben gegenüber anderen Auslösern keinen nutzen.
Alle Fähigkeiten lassen sich zusammenfassen auf eine Einschränkung der Gelenke des Bewegungsapparates, Kraftaufwand, Feinmotorik und eigenverantwortliches Handeln. Die einzelnen Auslöser zerfasern nur diese 4 Grundfähigkeiten, um das Produkt dem Kunden besser zu erklären.

## Eintreten des Versicherungsfalls
Der Versicherungsfall tritt dann ein, wenn die versicherte Person für einen definierten Zeitraum, regelmäßig zwischen 6 und 12 Monaten, nicht in der Lage war oder voraussichtlich nicht in der Lage sein wird, eine der Grundfähigkeiten auszuüben. Der Marktstandard liegt jetzt (04/20) bei 6 Monaten. Da einige Versicherer die Verkürzung des Prognosezeitraums auch für den Bestand und ohne Beitragserhöhung einführten, ließe sich daraus schließen, dass diese Verbesserung keinen allzu großen Vorteil bringt. Tatsächlich gibt es nur wenige Fälle, wie z. B. einen leichten Schlaganfall oder einen leichten Herzinfarkt, die vorübergehend zu dem Verlust einer Grundfähigkeit führten. Hinzu kommt aber sicherlich, dass im Moment die Margen für die Versicherer noch sehr hoch sein müssen, da es noch keine nennenswerte Zahl an Leistungsfällen gibt.
Die Leistungsfall-Bearbeitung findet am Schreibtisch statt. Die anschauliche Beschreibung der Leistungsauslöser, wie z. B. 400 m zu gehen oder eine Schraube in die Wand zu drehen, ließen ja vermuten, dass der Kunde seinen Anspruch durch eine Vorführung geltend machen müsse. Das ist aber nicht der Fall. Wie auch in der BU-Versicherung muss der Anspruchsteller die Krankheit nachweisen, die zur Einschränkung führt. Ohne medizinischen Nachweis gibt es keine Rente. Und anhand der Krankheit prüft der Leistungsprüfer der Versicherung, ob der behauptete Verlust einer Grundfähigkeit plausibel erklärbar ist. Ist er das, gibt es Geld, wenn nicht, muss der Anspruchsteller weitere Belege anführen.

## Steuerliche Behandlung
Es ist in der Versicherungsbranche umstritten, ob Beiträge zur Grundfähigkeitsversicherung gem. § 10 EStG als Vorsorgeaufwendungen steuerlich geltend gemacht werden können. Die späteren Rentenleistungen sind lediglich mit dem besonderen Ertragsanteil nach § 55 ESTDV zu versteuern. Die grobe Faustformel lautet hier: Die Restlaufzeit in Jahren entspricht dem Anteil, der versteuert werden muss. Also, angenommen, ich verliere mit 37 eine Grundfähigkeit und der Vertrag liefe noch bis 67, dann habe ich eine Restlaufzeit von 30 Jahren. Also muss ich 30 % mit meinem persönlichen Steuersatz versteuern. Habe ich keine sonstigen Einnahmen dürfte das in der Regel unterhalb der Freibeträge liegen. Deshalb behaupten auch viele Versicherer und deren Vermittler, die Rente einer privaten BU- oder GF-Versicherung sei steuerfrei. Das ist zwar theoretisch nicht richtig, in der Praxis dennoch oft der Fall.